# Махмуд II (манса)
Махмуд II (д/н — бл. 1496) — 21-й манса імперії Малі у 1480/1481—1496 роках. Відомий також як Мамаду I.

## Життєпис
Походив з династії Кейта. Був сином або якимось іншим родичем манси Улі II, після смерті якого 1480 або 1481 року успадкував трон. Продовжив політику, спрямовану на зміцнення контактів з Португалією та захист східних та північних кордонів.
Вже 1481 року мусив боротися проти фульбе, що стали здійснювати походи до річки Сенегал. В цій боротьби розраховував на підтримку Португалії, в якій планував придбати зброю. 1484 року прийняв посланця португальського короля Педру де Евора, з яким передав листа королю Жуану II із пропозицією союзу. В листі манса вказував, що влада більша за владу султанів Каїру, Ємену і Багдаду. Втім стосунки з португальцями розвивалися лише в рамках торгівлі. Втім 1487 року прийняв нове португальське посольство.
Разом з цим манса мусив також боротися проти держави мосі Ятенга та імперії Сонгаї, які поступово захоплювали нові області Малі. 
1490 року фульбе в долині річки Сенегал утворили нову державу Велику Фуло, яка негайно вступила у боротьбу з Малі.  1495 року перемовини з Португалією щодо укладання військового союзу завершилися безрезультатно. Помер Махмуд II 1496 року. Йому спадкував син Махмуд III.